# Sósates
Sósates fue un judío alejandrino que escribió epopeyas en griego antiguo y floreció durante el siglo II o siglo I a. C.

## Datación
Sósates es conocido a partir de una sola línea en el Excerpta latina barbari, una traducción latina del siglo VIII d. C. de un cronógrafo griego perdido del siglo VI. Se conserva en un único manuscrito también del siglo VIII. Dice: «En este mismo tiempo Sósates, el Homero judío, floreció en Alejandría» (Hisdem temporibus Sosates cognoscebatur ille Ebraicus Omirus in Alexandria). Es uno de los cinco avisos históricos literarios colocados dentro de una lista de faraones que se correlaciona con una lista de sumos sacerdotes judíos. La correlación, sin embargo, es errónea, las fechas de los faraones no se alinean con las de los sacerdotes. Así pues, Sósates vivió durante la época de los sumos sacerdotes Simón Thassi (142–135 a. C.) y Juan Hircano (135–104) o durante el reinado del faraón Ptolomeo XII (80–51). Shaye Cohen se inclina por lo primero. Richard Burgess, por otro lado, argumenta que los avisos literarios se agregaron originalmente a la lista de faraones y ubica a Sósates en el reinado de Ptolomeo XII.

## Escritos
No se conserva ningún fragmento identificable de la poesía de Sósates. Las obras de sus contemporáneos cercanos, los poetas judíos del siglo II a. C. Filón, Teodoto y Ezequiel, están solo ligeramente mejor conservadas. Se conocen fragmentos de sus obras sólo a través de citas en la Praeparatio evangelica de Eusebio, que cita una obra perdida de Alejandro Polihistor. La datación de Sosates en el reinado de Ptolomeo XII impide que Polyhistor lo mencione y, por lo tanto, explica su extrema oscuridad. Hay evidencia de que el obispo Atanasio de Alejandría (r. 328-373 d. C.) puede haber leído a Sásates. Cita el trabajo del europeo Sótades al criticar a Thalia de Arrio, pero lo llama erróneamente «el egipcio Sósates», lo que puede indicar una confusión con el poeta judío de nombre similar, cuyas obras aún pueden haber sido leídas en el siglo IV Alejandría.
La única pista sobre la naturaleza de los escritos de Sosates es su apodo, el «Homero judío». Implica que escribió sobre la historia judía en griego homérico, en estilo épico y hexámetros dactílicos. Probablemente reelaboró algunos de los libros históricos de la Biblia hebrea, como el Pentateuco, el Heptateuco o el Octateuco. Había una larga tradición tanto en griego como en latín, activa hasta el siglo VI d. C., de adaptar el contenido bíblico al verso épico y trágico. Posiblemente, escribió sobre la revuelta macabea más reciente. La sugerencia de Alfred Schöne que escribió la Pseudo-Focílides puede descartarse, porque la obra no es homérica.